# Friedrich Karl von Tettenborn

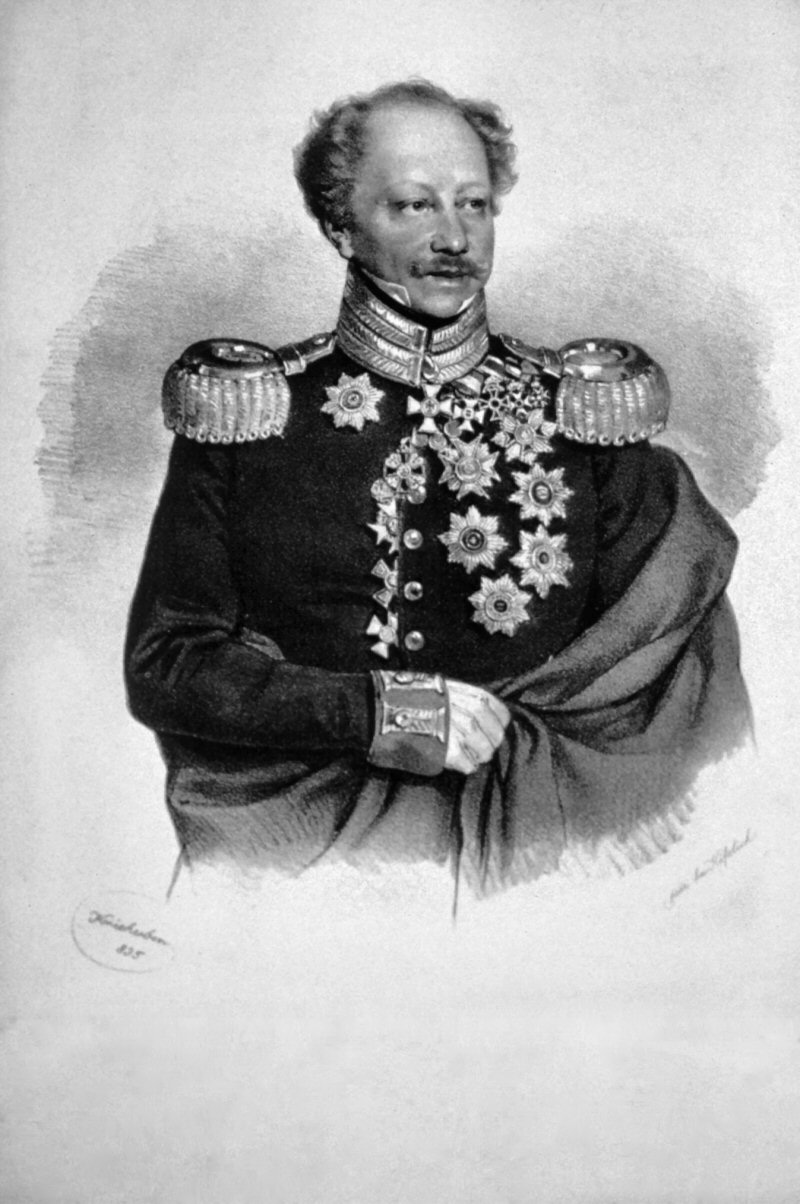
Karl von Tettenborn, Lithographie von Josef Kriehuber 1835

Friedrich Karl Freiherr von Tettenborn (* 19. Februar 1778 im damals badischen Teil der Grafschaft Sponheim; † 9. Dezember 1845 in Wien) war ein General der Kavallerie in den Befreiungskriegen und badischer Politiker.

## Biografie
Tettenborn wurde am 19. Februar 1778, vermutlich in Kirchberg/Hunsrück, als Sohn eines markgräflich badischen Jägermeisters geboren. Er studierte zunächst in Waltershausen Forstwissenschaft und anschließend an den Universitäten Göttingen und Jena. Um sich der Rekrutierung der napoleonischen Armee zu entziehen, nannte er als Geburtsort Tettenborn, den Stammsitz seiner Familie. 1794 trat er als Kadett in das Kinsky-Chevauxlegers-Regiment Nr. 5 der österreichischen Armee ein und stieg in den französischen Revolutionskriegen schnell zum Rittmeister auf. Im Österreichisch-Französischen Krieg befand er sich 1805 beim Heer unter Mack, schlug sich aber vor der Übergabe von Ulm mit dem Erzherzog Ferdinand und General Schwarzenberg durch. In der Schlacht bei Wagram (1809) erwarb er sich den Majorsrang. Nach dem Wiener Frieden begleitete er den Fürsten Schwarzenberg nach Paris. Als Napoleon 1812 Russland angriff, trat er als Oberstleutnant in die russische Armee ein.
An der Spitze des Kutusowschen Vortrabs rückte er zuerst wieder in Moskau ein, verfolgte an der Spitze der leichten Reiterei die Franzosen bis an die Beresina, nahm dann Wilna ein, überschritt die Memel, drängte MacDonald durch Ostpreußen zurück und besetzte Königsberg.
Zum Obersten ernannt, ging er darauf über die Weichsel und Oder und rückte, nachdem er sich in Landsberg mit dem General Tschernyschow vereinigt hatte, in Berlin ein. Von da wurde er nach Hamburg entsandt, das er am 18. März 1813 besetzte, nachdem er Morand bei Bergedorf auf das linke Elbufer zurückgeworfen hatte. Doch musste er die Stadt am 30. Mai dem anrückenden Davout überlassen. Sein Wirken in Hamburg wird kritisch beurteilt. „Er betrachtete Hamburg als einen günstigen Standort, um sich selbst zu bereichern und einen ausschweifenden Lebenswandel zu führen. Um eine ernsthafte Verteidigung der Stadt bemühte er sich weniger als um das Eintreiben eines ‚Ehrengeschenks‘ von 5000 Friedrich d’or und seine Ernennung zum Ehrenbürger.“
Darauf focht Tettenborn unter Ludwig von Wallmoden-Gimborn gegen Louis-Nicolas Davout und gegen Marc Nicolas Louis Pécheux. Nach dessen Niederlage zog er am 15. Oktober als russischer Generalmajor mit seiner Reiterei in Bremen ein, musste bald aber wieder weichen. Am 4. November 1813 erreichte er wieder Bremen. Er arbeitete mit einigen Bremern zusammen und leitete durch die Einsetzung einer provisorischen Regierungskommission – bestehend aus sieben Senatoren – erste Maßnahmen zur Befriedung ein. Bereits am 6. November 1813 konstituierte sich der Bremer Rat neu und führte das alte Bremer Stadtrecht wieder ein.
Tettenborn befand sich danach in der Umgebung des schwedischen Kronprinzen Karl, des vormaligen Marschalls von Frankreich Jean-Baptiste Bernadotte und er zog mit seiner Truppe nach Jütland.
Im Januar 1814 wurde er beauftragt, mit einem Korps leichter Reiterei in Frankreich die Verbindung zwischen den einzelnen Heeren der Alliierten herzustellen.
Nach dem Frieden zog er sich auf seine Güter zurück, und 1818 trat er aus den russischen in badische Dienste als bevollmächtigter Minister über. Er brachte hier die Territorialdifferenzen zwischen Baden und Bayern in Ordnung, war bei Gründung der Verfassung tätig und ging 1819 als badischer Gesandter nach Wien, wo er auch starb.

## Ehrungen
- 1813: Ehrenbürger von Hamburg
- 1813: Ehrenbürger von Bremen

- Hausorden der Treue (1834)[3]
- Kommandeur des Militär-Karl-Friedrich-Verdienstordens (1815)
- Großkreuz des Ordens vom Zähringer Löwen (1834)
- Orden der Eisernen Krone I. Klasse
- Ritterkreuz des Militär-Maria-Theresien-Ordens
- Ritterkreuz des Österreichisch-kaiserlichen Leopold-Ordens
- Russischer Orden der Heiligen Anna I. Klasse
- Orden des Heiligen Wladimir II. Klasse
- Russischer Orden des Heiligen Georg III. Klasse mit goldenem Ehrensäbel und Brillanten
- Roter Adlerorden II. Klasse
- Ritter der Ehrenlegion
- Schwertorden II. Klasse
- Ritter des kurhessischer Hausordens vom Goldenen Löwen[4]30. November 1814
- Großkreuz des Großherzoglich Hessischen Ludwigsordens
- Ritter des Militär-Max-Joseph-Ordens (1815)[5]